# 棧羊法
棧羊法，是中國古代農業的一種飼養方法。
在中國古代，農民飼養羊隻的主要目的是為了食用。他們因此發展出棧羊法以在屠宰舍飼羊隻之前催肥牠們。據明代徐光啟《農政全書》記載，當農民購買一群羯羊後，便會給牠們細切好需要與少量的糟水拌勻的乾草。經過五至七日後，他們逐漸地加入同樣用稠糟水拌勻磨破的黑豆作為飼料。在每次餵飼羊隻的時候，乾草的份量不可以太多。因為牠們不會吃太多乾草。另外，草料又不能肥美和加水。加水的話便會令到羊隻進食草料後變瘦，又會時常排出小便。一日可以上草六至七次，但羊隻不可以吃得太飽。因為這會對牠們產生傷害。至於欄圈亦要常常保持潔淨。在一年之內，由於餵飼青草會使羊隻腹瀉變瘦，而之後不會再食枯草，所以農民不會以青草做飼料。